# Shirakavan
Para la ciudad actual de Shirakaván, ver Shirakaván (Armenia).

Dominios del reino Bagrátida en el año 1000, con sus ciudades más importantes.

Shirakaván (en armenio: ՇիրակաՎան; también llamado Shirakawan) fue una ciudad medieval de Armenia conocida como Yerazgavórs, que se corresponde con la actual localidad de Çetindurak del distrito de Akyaka de la provincia de Kars, en la República de Turquía.

## Historia
Durante el siglo IX fue la capital del reino de la Armenia Bagrátida gobernada por la dinastía Bagratuni. A finales del siglo XIX la población había decaído hasta llegar a ser tan solo una modesta aldea. Parte de su antiguo territorio, hoy de Turquía, ha sido invadido por las aguas del río Ajurián.